# Digama nebulosa
Digama nebulosa là một loài bướm đêm thuộc phân họ Arctiinae, họ Erebidae.